# Eubordeta moinieri
Eubordeta moinieri är en fjärilsart som beskrevs av Claude Herbulot 1978. Eubordeta moinieri ingår i släktet Eubordeta och familjen mätare. Inga underarter finns listade i Catalogue of Life.